# Serie A1 1995-1996 (pallamano maschile)
La Serie A1 1995-1996 è stata la 27ª edizione del torneo di primo livello del campionato italiano di pallamano maschile.

Esso venne organizzato dalla Federazione Italiana Giuoco Handball.

Il torneo fu vinto dalla Pallamano Trieste per la 13ª volta nella sua storia.

A retrocedere in serie A2 furono lo Sporting Club Gaeta e l'Estense Ferrara.

## Classifica
|  | Pos. | Squadra         | Pt | G  | V  | N | S  | GF  | GS  | D    | Note                                      |
|  | ---- | --------------- | -- | -- | -- | - | -- | --- | --- | ---- | ----------------------------------------- |
|  | 1.   | Trieste         | 35 | 22 | 16 | 3 | 3  | 529 | 447 | +82  | Qualificato alla Champions League 1996-97 |
|  | 2.   | Prato           | 31 | 22 | 14 | 3 | 5  | 508 | 436 | +72  |                                           |
|  | 3.   | Ortigia         | 28 | 22 | 13 | 2 | 7  | 462 | 428 | +34  |                                           |
|  | 4.   | Teramo          | 27 | 22 | 13 | 1 | 8  | 537 | 505 | +32  |                                           |
|  | 5.   | Brixen          | 23 | 22 | 7  | 9 | 6  | 498 | 499 | -1   |                                           |
|  | 6.   | Rubiera         | 23 | 22 | 9  | 5 | 8  | 436 | 441 | -5   |                                           |
|  | 7.   | Conversano      | 21 | 22 | 10 | 1 | 11 | 504 | 507 | -3   |                                           |
|  | 8.   | Meran           | 20 | 22 | 8  | 4 | 10 | 533 | 528 | +5   |                                           |
|  | 9.   | Bologna 1969    | 18 | 22 | 7  | 4 | 11 | 523 | 540 | -17  |                                           |
|  | 10.  | Mazara          | 18 | 22 | 8  | 3 | 12 | 470 | 514 | -44  |                                           |
|  | 11.  | Gaeta           | 17 | 22 | 7  | 3 | 12 | 490 | 502 | -12  | Retrocesso in Serie A2 1996-97            |
|  | 12.  | Estense Ferrara | 3  | 22 | 1  | 1 | 20 | 467 | 630 | -163 | Retrocesso in Serie A2 1996-97            |

## Finale Scudetto
| Squadra 1 | Squadra 2 | Gara 1  | Gara 2   |
| --------- | --------- | ------- | -------- |
| Trieste   | Ortigia   | Trieste | Siracusa |
| Trieste   | Ortigia   | 23 - 15 | 17 - 17  |

## Campioni
| Campione d'Italia 1995-1996  |
| ---------------------------- |
| Pallamano Trieste 13º titolo |